# Wapen van Sluis-Aardenburg

Wapen van Sluis-Aardenburg

Het wapen van Sluis-Aardenburg werd op 1 september 1995 verleend door de Hoge Raad van Adel aan de Zeeuwse gemeente Sluis-Aardenburg. Per 2003 ging Sluis-Aardenburg op in de (tweede) gemeente Sluis. Het wapen van Sluis-Aardenburg is daardoor definitief komen te vervallen als gemeentewapen. In het nieuwe wapen van Sluis komen alle elementen uit het wapen van Sluis-Aardenburg terug.

## Blazoenering
De blazoenering van het wapen luidde als volgt:
Golvend doorsneden; I in goud een dubbele geopende burcht met opgetrokken valhek, alles van keel; II in keel een golvende dwarsbalk van zilver. Het schild gedekt met een gouden kroon van zestien parels waarop drie parels en ter weerszijden gehouden door een leeuw van keel, getongd en genageld van azuur.
De heraldische kleuren zijn goud (goud of geel), keel (rood), zilver (wit) en azuur (blauw). Het schild is gedekt met een oud model gravenkroon.

## Verklaring
In het wapen zijn de wapens van de eerste gemeente Sluis (onder) en van Aardenburg (boven) gecombineerd, waarbij van het wapen van Sluis slechts een dwarsbalk in het wapen is opgenomen. Het schild is gedekt met een antieke gravenkroon, overgenomen van het oude wapen van Sluis en heeft twee schildhouders, ontleend aan het oude wapen van Aardenburg.

## Verwante wapens

Wapen van Aardenburg
Wapen van Sluis (stad en voorm. gemeente) 1817-1995
Het wapen van de huidige gemeente Sluis